# Фред Тутелл
Фредерік Делмонт Тутелл (англ. Frederick Delmont Tootell; нар. 9 вересня 1902 — пом. 29 вересня 1964) — американський легкоатлет, який спеціалізувався в метанні молота.

## Із життєпису
Олімпійський чемпіон з метання молота (1924).
Чемпіон США з метання молота (1923, 1924).
Переможець олімпійських відбіркових змагань США (1924).
По закінченні змагальної кар'єри довгий час працював тренером та викладачем в Університеті Род-Айленду.

## Відео
- Виступ Фреда Тутелла на Олімпіаді-1924 на YouTube